# Габитов, Мидхат Исмагилович
Мидха́т Исмаги́лович Габи́тов (13 января 1925, дер. Давлетово, Башкирская АССР — 10 октября 2010, Сибай, Республика Башкортостан) — механик рудника, буровой мастер Башкирского медно-серного комбината, Герой Социалистического Труда (1961). Почётный гражданин города Сибая. Участник Великой Отечественной войны.

## Биография
Родился в д. Давлетово (ныне — Баймакского района Башкирии). Образование — среднее специальное, в 1966 г. окончил Баймакский горно-механический техникум.
Трудовую деятельность начал в 1940 г. в колхозе имени Молотова Баймакского района.
В 1943—1945 гг. участвовал в Великой Отечественной войне. После демобилизации с апреля 1950 г. работал на Башкирском медно-серном комбинате помощником машиниста, машинистом экскаватора, бригадиром звена машинистов экскаватора.
В 1960 г. коллектив звена экскаватора № 9, руководимый М. И. Габитовым, выступил инициатором продления межремонтных сроков службы горного оборудования. За короткое время машинисты звена овладели профессиями слесаря, электрослесаря и своими силами стали вести обслуживание и ремонт экскаватора, закрепив ответственных за состояние и обслуживание его узлов и агрегатов, что позволило не только сохранить, но и намного повысить производительность труда. Если до мая 1960 г. производительность машины на кубометр ёмкости ковша составляла 11 782 кубометра горной массы, то в мае-декабре достигла уже 16 650 кубометров. В результате годовая производительность экскаватора на кубометр ёмкости ковша при плане 135 тысяч кубометров составила свыше 180 тысяч.
Продление службы экскаватора позволило экипажу сэкономить 3 900 рублей, в том числе 2 350 рублей по зарплате, и дополнительно погрузить свыше 110 тысяч кубометров горной породы. Новый метод эксплуатации техники получил широкую поддержку среди горняков, строителей, работников горно-обогатительных предприятий республики.
За выдающиеся успехи, достигнутые в деле развития цветной металлургии, Указом Президиума Верховного Совета СССР от 9 июня 1961 г. М. И. Габитову присвоено звание Героя Социалистического Труда.
С 1966 г. Габитов Мидхат Исмагилович работал механиком участка, начальником смены, горным мастером, мастером карьера. В 1982 г. вышел на пенсию с должности электромеханика Башкирского медно-серного комбината.
Почётный гражданин города Сибая. Депутат Верховного Совета РСФСР шестого созыва (1963—1967).
Скончался 10 октября 2010 года, похоронен на Старом кладбище города Сибай.

## Награды
- Герой Социалистического Труда (1961)
- Награждён орденами Ленина (1961), Трудового Красного Знамени (1966), Отечественной войны II степени (1985), медалями, почетными грамотами Президиума Верховного Совета Башкирской АССР (1957, 1965).